# انعكاس منتظم

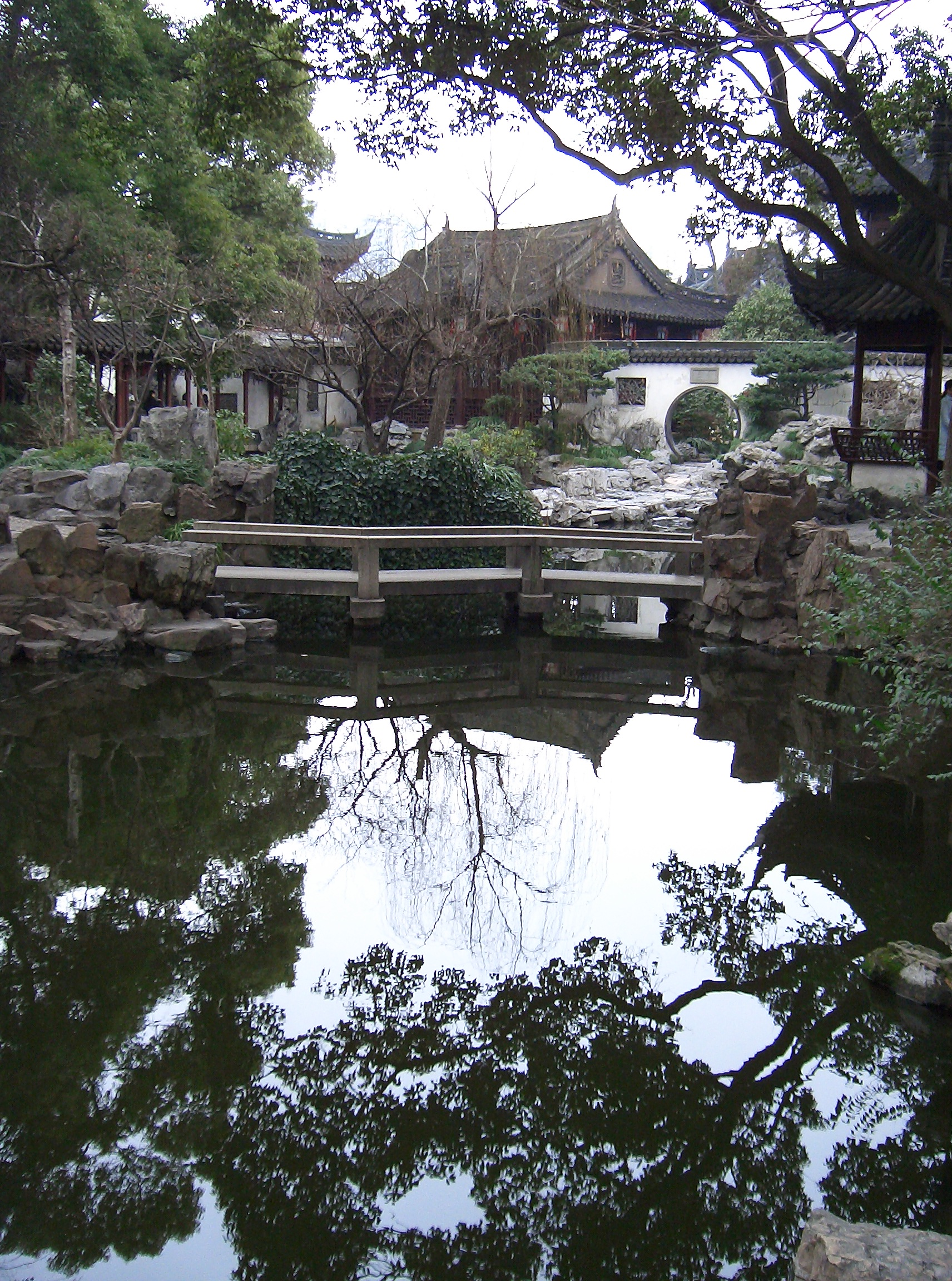
انعكاس منتظم لشعاع الضوء من على صفحة الماء.

الانعكاس المنتظم أو الانعكاس المرآوي نقيض الانعكاس العشوائي وهو الانعكاس الذي يرتد فيه الضوء عند اصطدامه بحائل بجهة واحدة وتكون زاوية الانعكاس مساوية لزاوية السقوط بما يحقق قانون الانعكاس. عندما يجري الانعكاس بهذه الكيفية، يدعى انعكاسا منتظما. الانعكاس المنتظم هو المرتكز الذي بنيت على أساسه المرايا والألياف الضوئية والعدسات. فالانعكاس المنتظم من المرايا المستوية والمرايا الكروية هي التي تمكن عين الإنسان من رؤية أخيلة الأجسام في المرايا. وتتحسن انعكاس الضوء بشكل منتظم كلما صقل السطح أكثر وتحسنت ملاسته ونقاءه. أما الانعكاس العشوائي فيشتت الضوء الساقط فلا يعود بمقدور العين مشاهدة الأخيلة. كما في حالة سقوط الضوء على قطعة قماش أو حائط.
قانونا الانعكاس

القانون الأول: الشعاع الساقط والشعاع المنعكس والعمود المقام على السطح العاكس من نقطة السقوط تقع جميعها في مستوى واحد عمودي على السطح العاكس.
القانون الثاني: زاوية السقوط تساوي زاوية الانعكاس.

1. ↑  كتاب الفيزياء - الصف العاشر